# David Bahati
David Bahati, né le 6 août 1973, est une personnalité politique ougandais et un député au parlement de l'Ouganda pour Ndorwa Ouest pour le parti gouvernemental, le Mouvement de résistance nationale (NRM).

## Biographie
Bahati obtient un master à l’université du pays de Galles à Cardiff.
Il rédige la loi anti-homosexualité de 2014.